# Euphyia roseoliva
Euphyia roseoliva là một loài bướm đêm trong họ Geometridae.